# Мальхін
Мальхін (нім. Malchin) — місто в Німеччині, розташоване в землі Мекленбург-Передня Померанія. Входить до складу району Мекленбургіше-Зенплатте. Складова частина об'єднання громад Мальхін-ам-Куммеровер-Зе.
Площа — 94,50 км2. Населення становить 7341 ос. (станом на 31 грудня 2020).

## Галерея

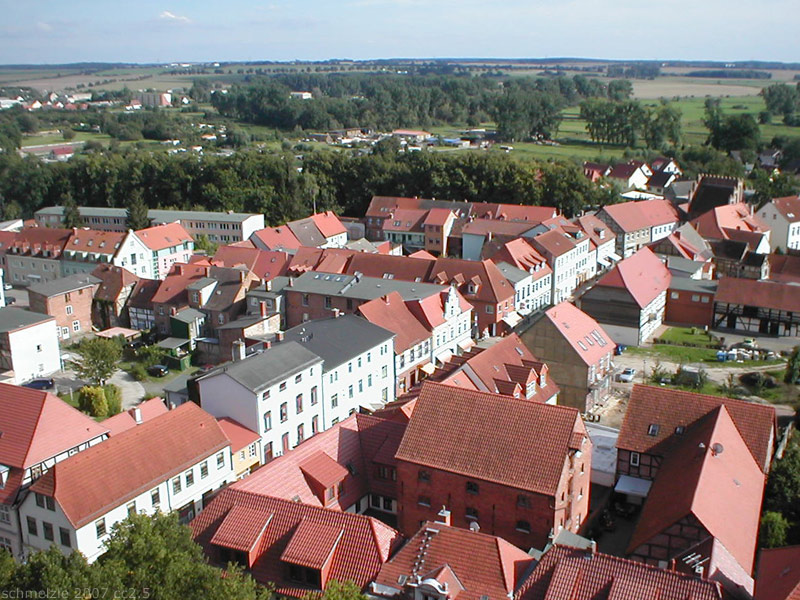
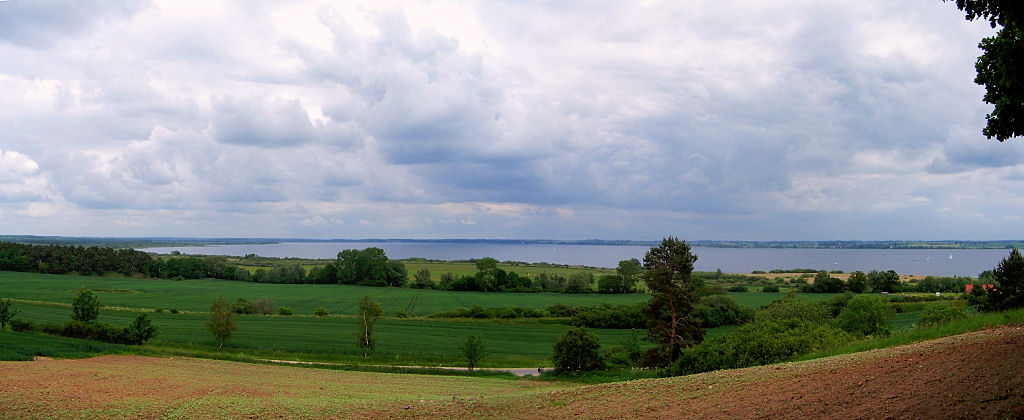
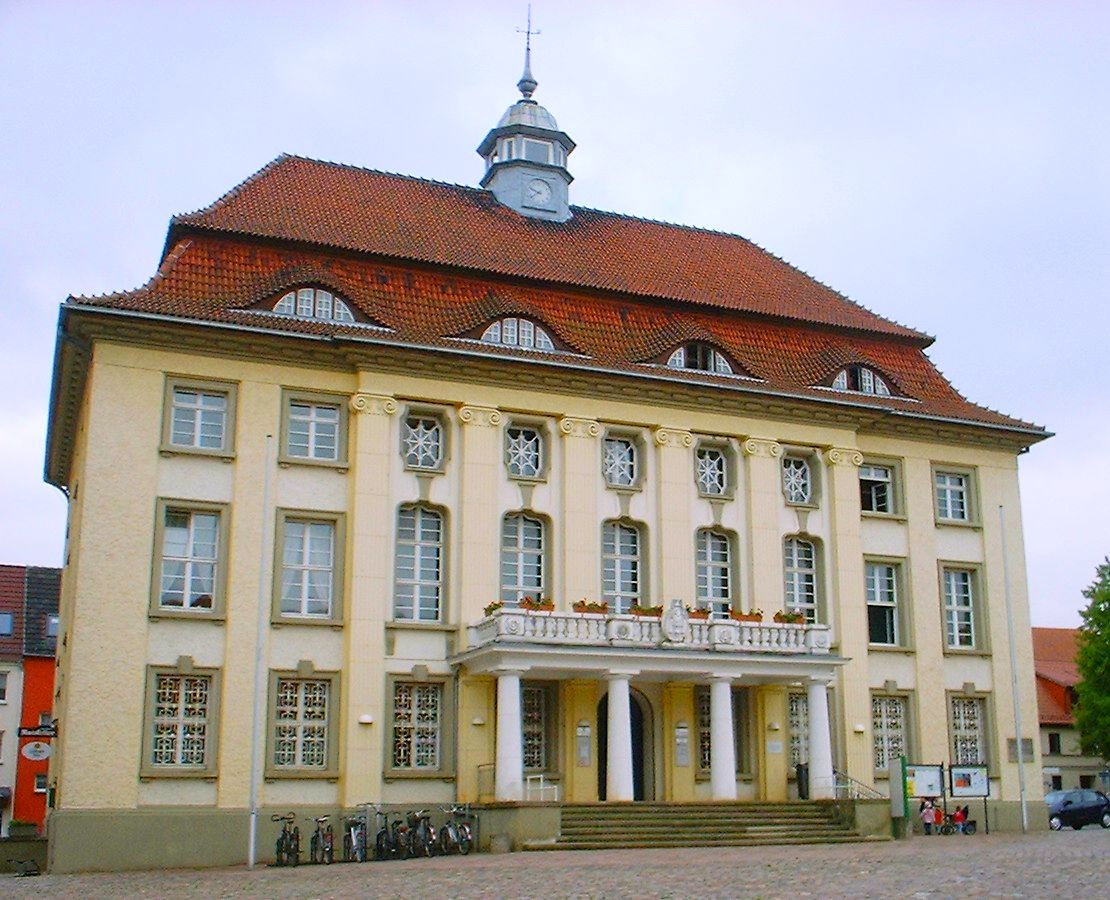
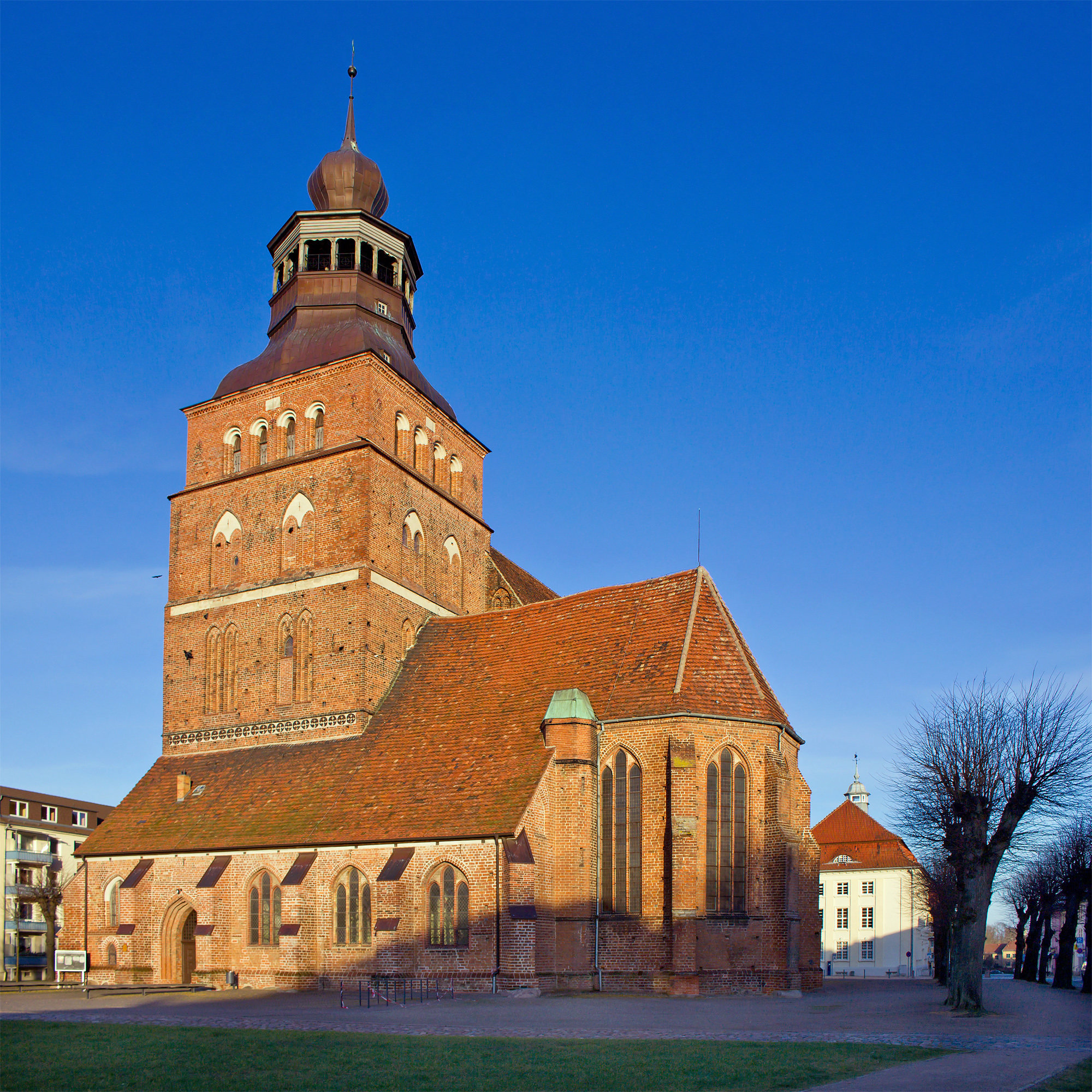